# Georg Vilhelm av Brandenburg-Bayreuth
Georg Vilhelm av Brandenburg-Bayreuth, tyska: Georg Wilhelm von Brandenburg-Bayreuth, född 16 november 1678 i Bayreuth, död 18 december 1726 i Bayreuth, var från 1712 till sin död regerande markgreve av furstendömet Brandenburg-Bayreuth.

## Biografi

### Uppväxt och familj
Georg Vilhelm tillhörde Brandenburg-Bayreuth-grenen av huset Hohenzollern och var ende son till markgreve Kristian Ernst av Brandenburg-Bayreuth i dennes andra äktenskap med Sofia Lovisa av Württemberg. Han gifte sig med Sophia av Sachsen-Weissenfels i november 1699. Hon födde dottern Christiane Sophie av Brandenburg-Bayreuth 1701, men parets övriga fyra barn dog i späd ålder.

### Personliga drag
Georg Vilhelm regerade över ett bergigt furstendöme långt från havet men utvecklade som arvfurste ett stort intresse för flottan under sin Grand tour till Nederländerna och England under åren 1695 till 1696. Efter sin återkomst lät han utöka Brandenburger Weiher, en stor karpdamm i Bayreuths nordöstra del, till en konstgjord sjö, matad av floden Warme Steinach. Där lät han anlägga en skans och arrangerade spelade sjöslag med fyra upp till 30 meter långa skepp. Ett lustspel i form av en flera dagar lång manöver, där den unge fursten förde befäl över 2000 soldater och borgare, krävde flera dödsoffer. I ett samtida brev kommenterar den kända brevskrivaren hertiginnan av Orléans, Liselotte av Pfalz, händelserna med orden: "Galenskap regerar utan tvekan vid detta hov."
Trots furstendömets tomma kassa lät markgreven från 1712 stärka militären, hängav sig åt olika byggprojekt och lät uppföra över femtio operor på tyska. En av hans anlitade kompositörer var Georg Philipp Telemann. Med sitt häftiga sätt och en benägenhet till excesser och galenskaper, höll den absolutistiska riksfursten å andra sidan alltid på att alla korrekta protokoll skulle iakttas.
Den lokale historikern Heinritz skrev 1842 om Georg Vilhelms äktenskap med Sofia, "en av Tysklands vackraste prinsessor", att: "Han älskade henne till vansinne, hon hatade honom." Hennes förödmjukelser gentemot honom och hans — inte omotiverade — svartsjuka föranledde honom att skicka henne för botgöring till fästningen Plassenburg. Georg Vilhelm hade själv en mätress, Christiane Emilie von Gleichen, med vilken han fick en utomäktenskaplig son, Georg Wilhelm von Plassenburg.
Hans dotter Christiane Sophie Wilhelmine födde tvillingar utanför äktenskapet. Båda dog kort efter födseln och dottern förvisades till Kulmbach då fadern till tvillingarna inte ansågs av passande börd. År 1724 lät han i Berneck avrätta femton "zigenarkvinnor" (begreppet användes under 1700-talet brett om flera icke bofasta minoriteter) genom hängning för att inte ha följt ett påbud om utvisning.

### Militär karriär
Georg Vilhelm gjorde militär karriär, då högre studier var uteslutna med anledning av hans svaga skolprestationer. Redan som sjuttonåring utmärkte han sig genom visat mod i drabbningen vid Enghien. 1701 blev han överste för det frankiska kyrassiärregementet. Han deltog i denna roll framgångsrikt i många av det Tysk-romerska rikets slag men sårades 1702 av en muskötkula vid belägringen av Landau in der Pfalz. Skadan läkte aldrig helt. Som markgreve lät han bygga ut armén. Efter spanska tronföljdskrigets slut 1714 kom dock Georg Vilhelm att i stort sett helt lägga sina militära uppdrag åt sidan.

### Byggherre
I sin ungdom lät han som arvfurste grunda förstaden St. Georgen am See, en regelbundet anlagd stad i barockstil kring ordensslottet vid sjön. Han lät grunda den bayreuthska Röda örns orden, föregångare till den senare preussiska orden med samma namn, och lät varje år fira sin namnsdag, S:t Göransdagen 23 april, med praktfulla fester. Röda örns orden hade en egen kyrka, Sophienkirche, den nuvarande ordenskyrkan med vapen från 1700-talets ordensmedlemmar. Han var även en entusiastisk jägare. Jaktslotten Kaiserhammer, Falkenhaube och Thiergarten, Eremitaget i Bayreuth och slottet Neustädtlein vid Eckersdorf uppfördes under hans regering. På jaktslottet Himmelkron lät han inreda Röda örn-salen.

### Död
Då Georg Vilhelm saknade inomäktenskapliga manliga efterkommande kom Brandenburg-Bayreuth-linjen av huset Hohenzollern att dö ut på manssidan vid hans bortgång 1726. Hans närmaste arvinge var hans kusins son Georg Fredrik Karl av den yngre sidolinjen Brandenburg-Kulmbach. Efter Georg Vilhelms död kom änkan Sophia att gifta om sig med riksgreve Albert Joseph von Hoditz.